# Cirujales del Río
Cirujales del Río est une commune espagnole de la province de Soria en Castille-et-León.